# Daniil Vorobiov
Daniil Vladimirovitch Vorobiov (en russe : Даниил Владимирович Воробьев), né à Kostroma le 30 août 1981, est un acteur de théâtre et de cinéma de nationalité russe.

## Biographie
Daniil Vorobiov naît en URSS. Il est le fils de Vladimir Vorobiov, joueur de jazz, et de Svetlana Iourovskaïa. À l'âge de 14 ans, il travaille comme disc-jockey dans une station de radio locale. Il poursuit en animant des soirées dans des boîtes de nuit. Sa mère l'envoie rejoindre les rangs de l'armée pour l'éloigner de cette vie nocturne.
Après deux ans de service militaire, Daniil déménage à Moscou pour changer de vie et réaliser son rêve d'enfance. Il intègre avec succès l'Institut national de la cinématographie et apprend le métier de comédien dans des cours dirigés par Alexandre Lenkov. En seconde année, il interprète son premier rôle dans le téléfilm Junker'a, puis il décroche le rôle principal dans La Voix du poisson d'Evgueni Gunzburg, ce qui lui permet de percer dans le métier.

## Carrière
En 2012, il incarne le personnage de Boss, chef charismatique d'une bande de jeunes criminels originaires d'Europe de l'Est dans le long-métrage intitulé Eastern Boys, de Robin Campillo. 
En 2015, Daniil joue le rôle de Nikolay dans le film Out Of Love, de Paloma Aguilera Valdebenito. Il reçoit le prix Angela Awards de meilleur acteur pour son interprétation. En 2017, il remporte le prix de meilleur acteur du  RIVIERA IFF pour Out Of Love.
En 2016, il partage l'affiche avec Julia Stiles et Iwan Rheon dans la série télévisée Riviera, de Neil Jordan.

## Filmographie partielle
| Année     | Titre                                       | Titre russe               | Rôle               | Notes           |
| --------- | ------------------------------------------- | ------------------------- | ------------------ | --------------- |
| 2006      | Junker                                      | Юнкера                    | Brunelli           | Série télévisée |
| 2010      | Bratans 2                                   | Братаны 2                 | Alex               | Série télévisée |
| 2011-2012 | Les Collègues de la police                  | Товарищи полицейские      | Evgueni Nikitine   | Série télévisée |
| 2011      | Mantikora                                   | Мантикора                 |                    |                 |
| 2012      | Été                                         | Лето                      |                    | Court métrage   |
| 2012      | Soulless (en)                               | Духлесс                   | Mister X           |                 |
| 2013      | Gagarine : Premier Homme dans l'espace (en) | Гагарин. Первый в космосе | Grigory Nielioubov |                 |
| 2013      | Eastern Boys                                | Мальчики с Востока        | Boss               |                 |
| 2015      | Metamorphosis                               | Метаморфозис              | l'enquêteur        |                 |
| 2016      | Out Of Love                                 | Ненависть                 | Nikolay            | Angela Awards   |
| 2016      | Réveille-moi                                | Разбуди меня              | Andreï             |                 |
| 2016      | Huh                                         | Че                        |                    | Court métrage   |
| 2016      | Riviera                                     | Ривьера                   | Grigory Litvinov   | Série télévisée |
| 2018      | Une femme ordinaire                         | Обычная женщина           | Misha              | Série télévisée |